# Koprofilia
Koprofilia (stgr. κόπρος, kópros – wydalina, φιλία, philia – „przyjaźń” lub „miłość”) – parafilia, w której zjadanie oraz kontakt z kałem własnym lub partnera (np. smarowanie ciała, wypróżnianie na klatkę piersiową) jest źródłem podniecenia seksualnego.

## Dirty Sánchez
Dirty Sánchez to praktyka seksualna polegająca na wysmarowaniu kałem okolicy nad górną wargą aktywnemu partnerowi podczas stosunku oralnego, na kształt wąsów.